# Друп-Маунтин-Батлфилд
Парк Друп-Маунтин-Батлфилд (англ. Droop Mountain Battlefield State Park) — парк штата на горе Друп в округе Покахонтас, в штате Западная Виргиния, в США. Основанный в 1928 году, является самым старым парком штата в Западной Виргинии. В 1970 году парк был включен в Национальный реестр исторических мест США.
Склоны горы были местом последнего крупного сражения в Западной Виргинии в период Гражданской войны в США. Во время сражения на горе Друп армией севера командовал Джон Д. Саттон. После войны, будучи членом палаты делегатов Западной Виргинии, он возглавил движение за создание парка на этой территории. 4 июля 1928 года на склоне горы был основан парк Друп-Маунтин-Батлфилд, который стал первым государственным парком в Западной Виргинии.
Полю боя был предан исторический вид времён гражданской войны. В октябре по четным годам Ассоциацией исторических реконструкций Западной Виргинии здесь проводится точная реконструкция известного сражения.
На территории парка находятся военно-исторических музей со смотровой башней, туристические пешие тропы, места для пикников, площадки для спортивных игр.